# 阿圭梅斯
阿圭梅斯（西班牙語：Agüimes），是西班牙加那利群岛拉斯帕尔马斯省大加那利岛上的一个市镇。总面积79平方公里，总人口31152人（2018年），人口密度390人/平方公里。
这个市镇原本不是一个主要的旅游目的地，但经过对老城区的细心恢复后，它已成为一个传统加那利山城的典范。另一个休闲的地方是瓜亚德克峡谷（Barranco de Guayadeque）。峡谷的山坡上有很多窑洞住房，有的可追溯至百多年的历史。在山村里有窑洞教堂、窑洞酒吧和餐馆。

## 图集

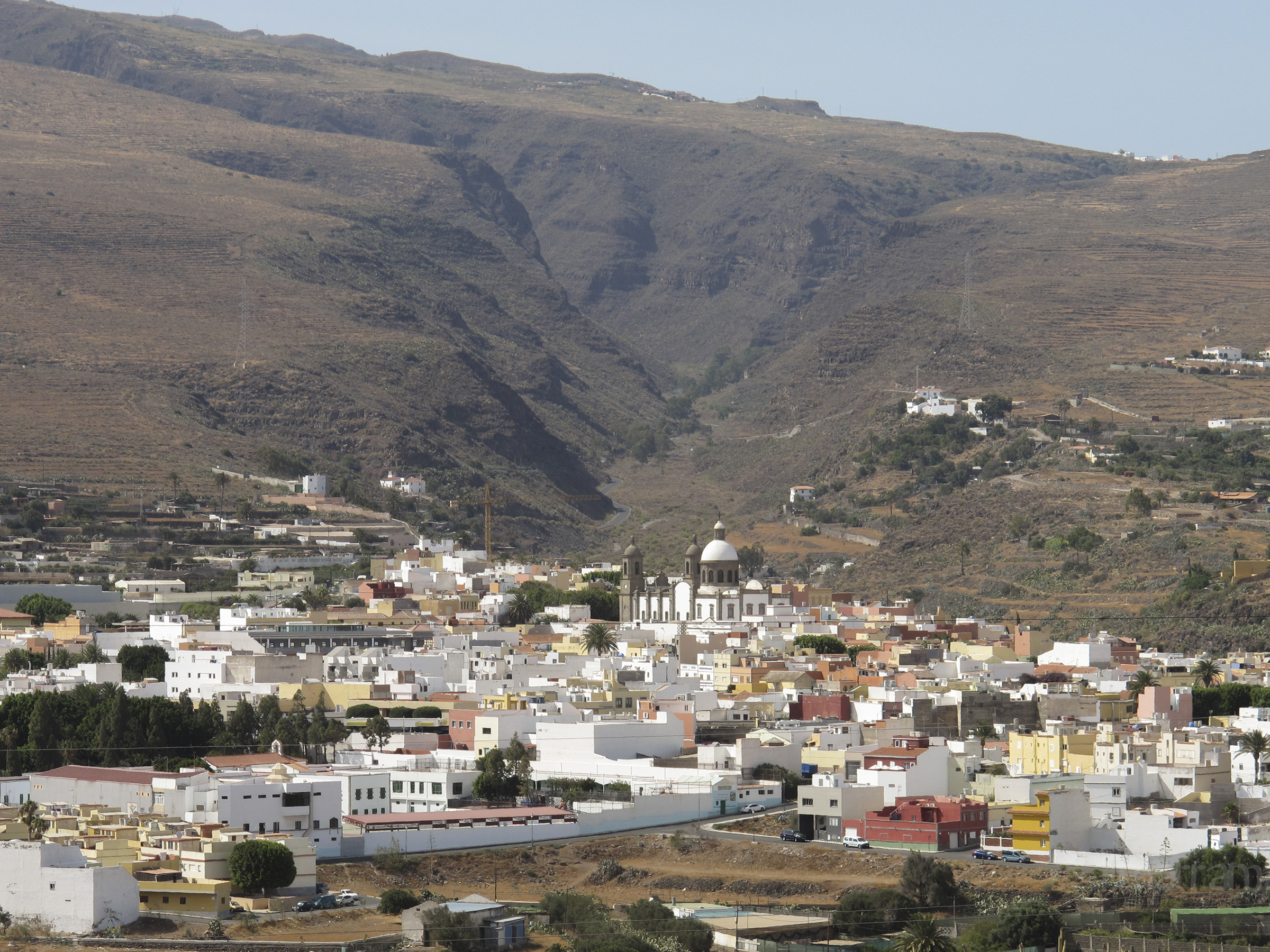
市区建筑
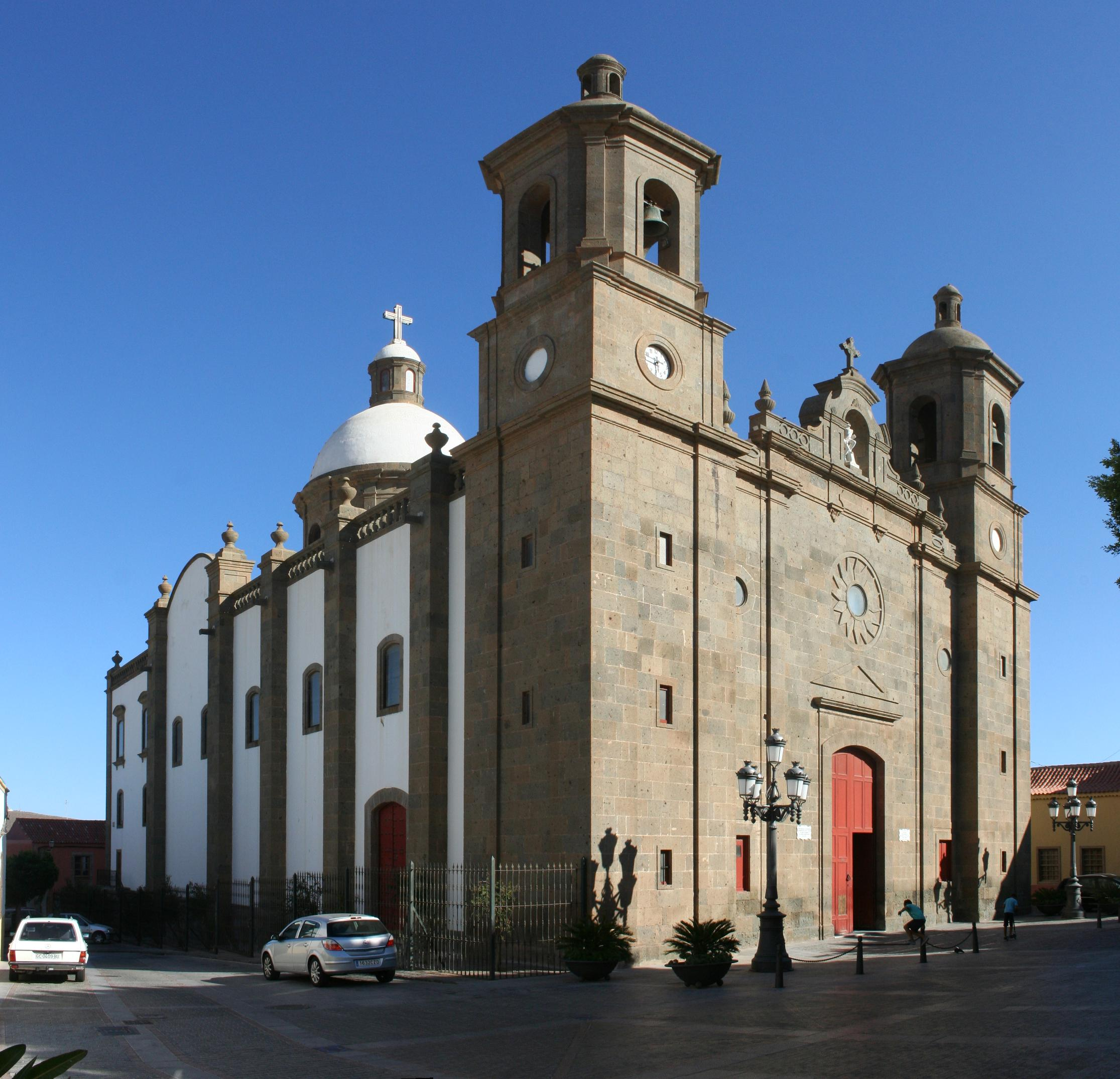
圣塞瓦斯蒂安教区教堂
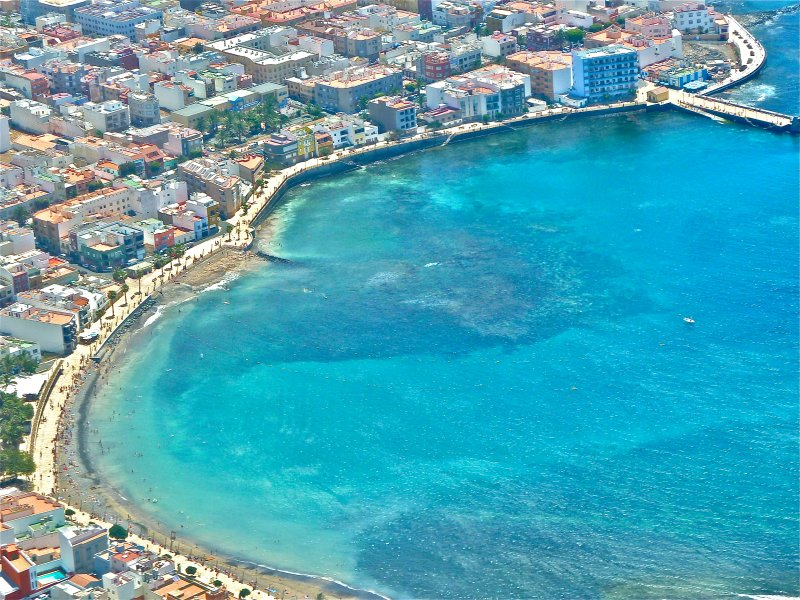
阿里纳加海滩（Playa de Arinaga）
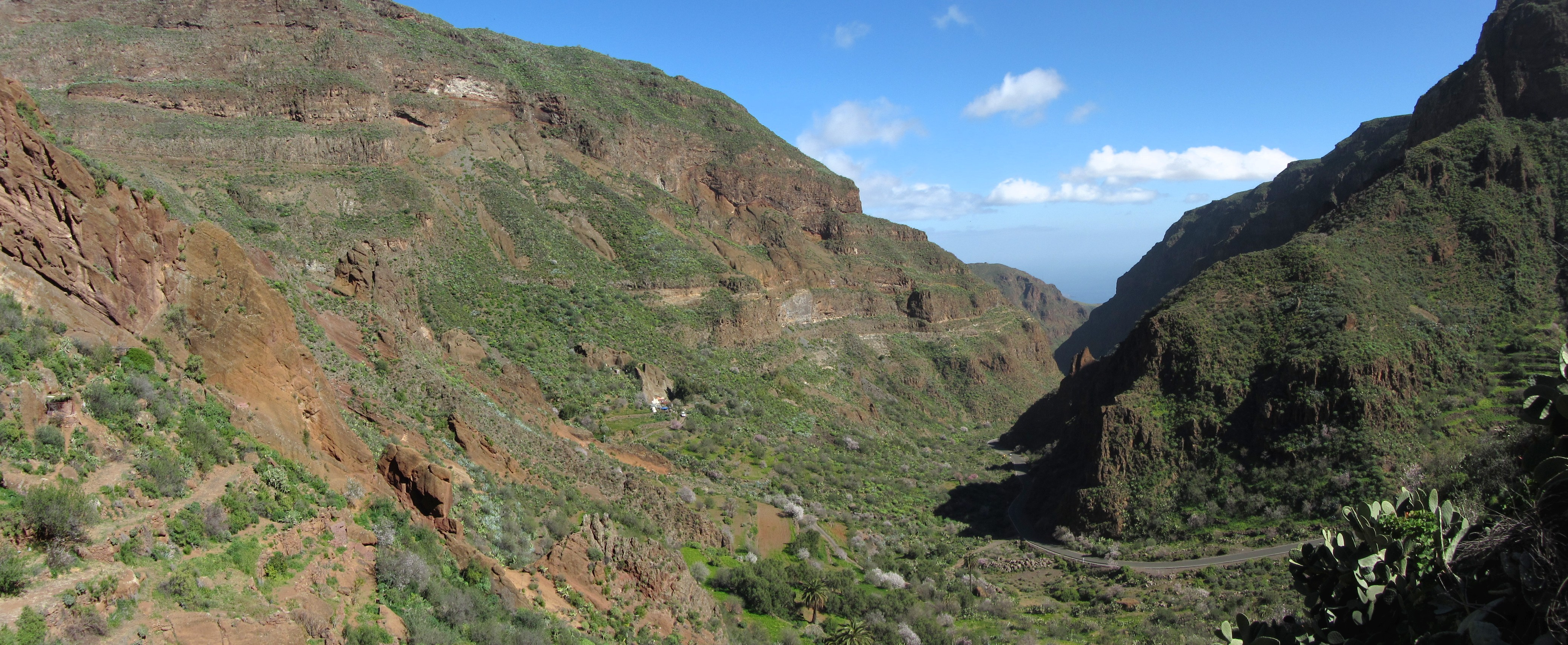
瓜亚德克峡谷（Barranco de Guayadeque）
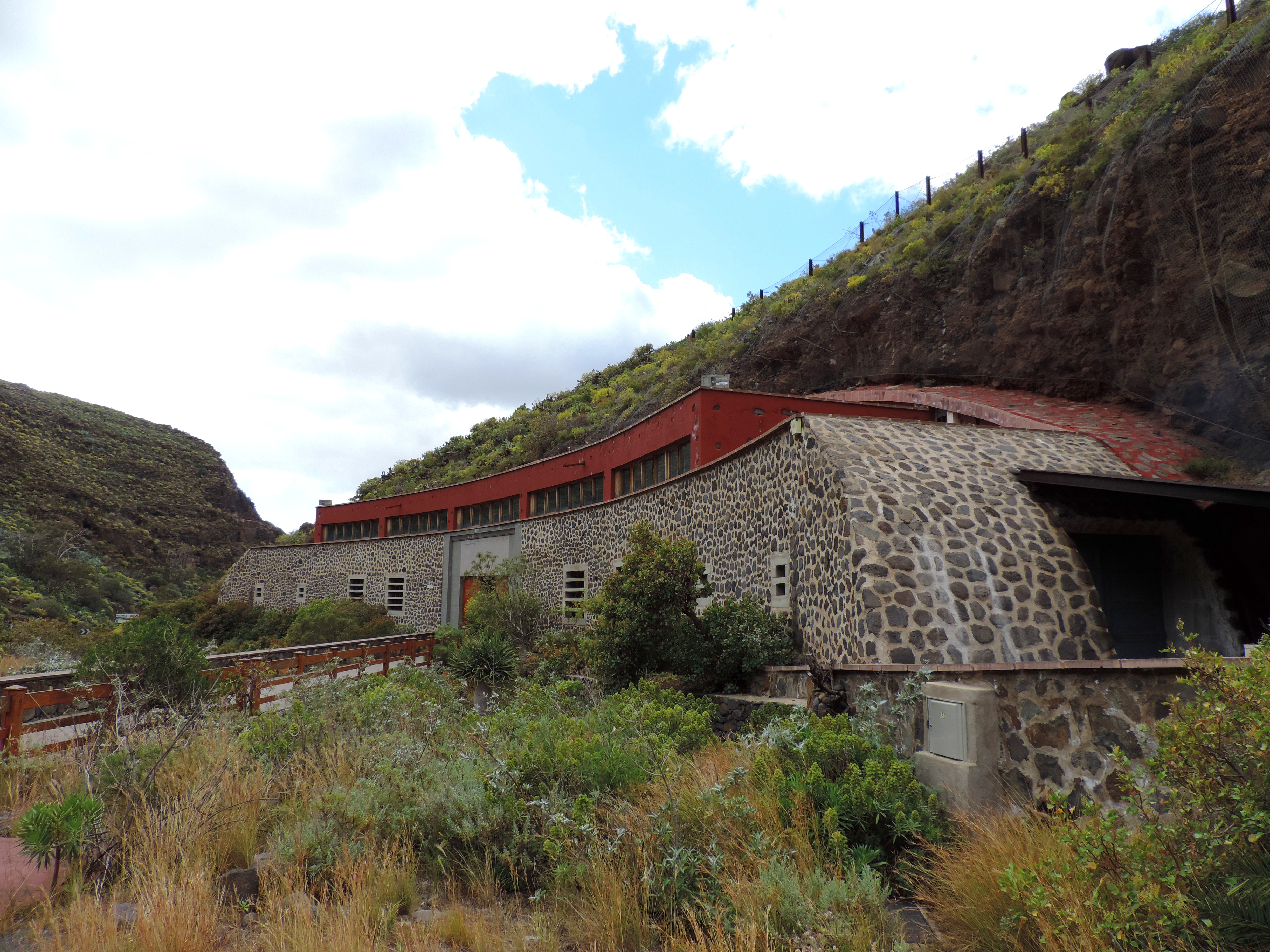
瓜亚德克博物馆（考古旅游信息中心）
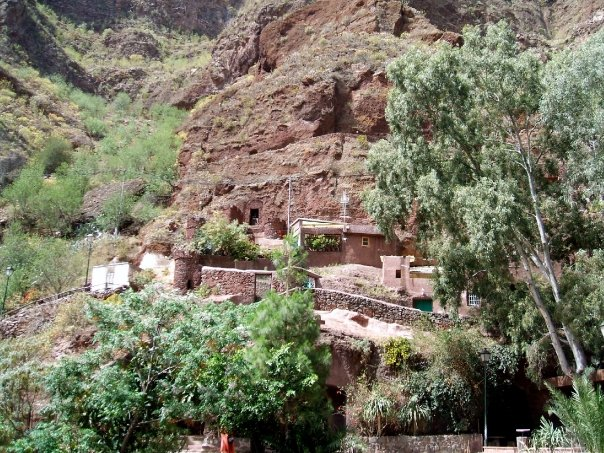
瓜亚德克峡谷中的窑洞村落
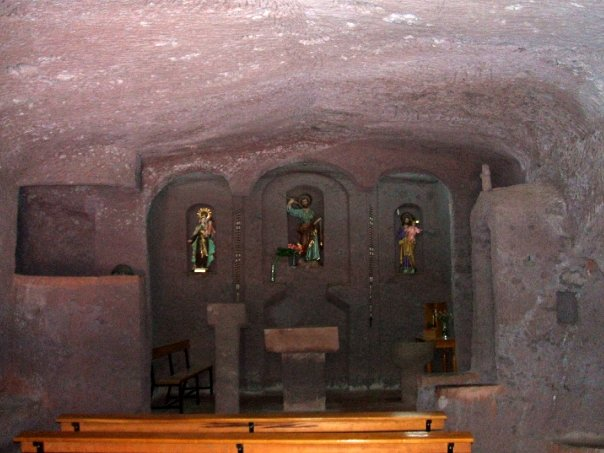
瓜亚德克峡谷中的窑洞教堂